# Mary Lyon
Mary Lyon, född 28 februari 1797 i Buckland, Massachusetts, död 5 mars 1849 i South Hadley, Massachusetts, var en amerikansk skolledare. Hon grundade Wheaton Female Seminary (nu Wheaton College) i Norton i Massachusetts 1834 och Mount Holyoke Female Seminary (nu Mount Holyoke College) i South Hadley i Massachusetts.
Nedslagskratern Lyon på planeten Venus är uppkallad efter henne.